# Округ Коул (Оклахома)
Коул (енгл. Coal County) је округ у америчкој савезној држави Оклахома.

## Демографија
По попису из 2010. године број становника је 5.925, што је 106 (-1,8%) становника мање него 2000. године.
| Група             | 2000.         | 2010.         |
| Белци             | 4.491 (74,5%) | 4.329 (73,1%) |
| Афроамериканци    | 22 (0,4%)     | 29 (0,5%)     |
| Азијати           | 19 (0,3%)     | 10 (0,2%)     |
| Хиспаноамериканци | 129 (2,1%)    | 152 (2,6%)    |
| Укупно            | 6.031         | 5.925         |